# Розширення БРСР
Розширення БРСР (Узбуйненне БССР) — збільшення площі Білоруської Радянської Соціалістичної Республіки у 1924 (Перше розширення БРСР), 1926 (Друге розширення БРСР) і 1939 (Третє розширення БРСР).

## Передумови

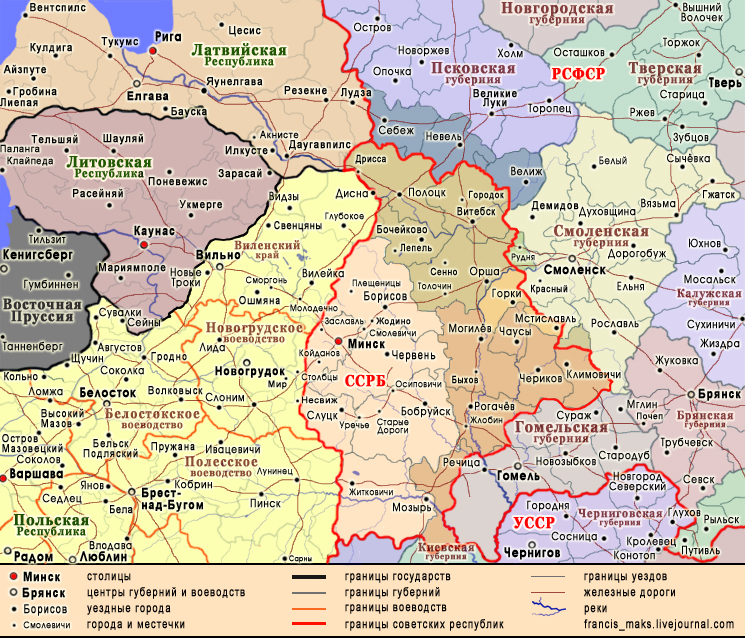
Перше розширення

Після Ризького договору етнічно білоруські землі були розділені на три частини — західну у складі Польщі, східну у складі Радянської Росії (передані до складу РРФСР ще в грудні 1919), і частина колишньої Мінської губернії у складі власне БССР (6 повітів — Бобруйський, Борисовський, Ігуменський, Мозирський, частково Мінський та Слуцький).
У 1920-ті рр. територія БРСР двічі збільшувалася за рахунок східних етнічно білоруських земель.

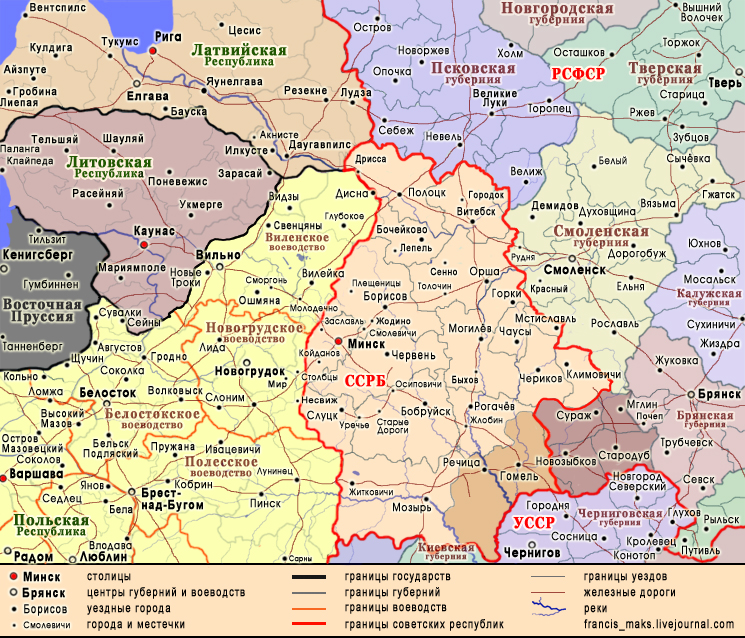
Друге розширення

## Перше розширення
У грудні 1923 політбюро ЦК РКП (б) погодилося з пропозицією ЦБ КП (б) Б про приєднання до БРСР «родинних їй у побутових, етнографічних та господарсько-економічних відносинах» територій, а саме Горецького та Мстиславського повітів Смоленської губернії, Вітебську губернії цілковито та Гомельської губернії цілковито за винятком чотирьох повітів колишньої Чернігівської губернії. Однак швидко спеціальна комісія ЦВК СРСР переглянула рішення політбюро.
В результаті за межами БРСР залишалися Велізький, Невельський, Себезький повіти Вітебської губернії, Гомельський і Речицький повіти Гомельської губернії і велика частина Мстиславського повіту Смоленської губернії. Рішення формально затвердив VI надзвичайний з'їзд рад БРСР. Територія БРСР в результаті першого укрупнення збільшилася до 110 584 км², а населення — до 4,2 млн осіб. 70,4 % населення БРСР становили білоруси. Однак Гомельський та Речицький повіти залишалися за межами БРСР.

## Друге розширення
Після державного перевороту Юзефа Пілсудського в Польщі у 1926 та погіршення відносин з СРСР союзне керівництво вирішило активізувати білоруський національний рух у Західній Білорусі та зменшити підтримку польської влади населенням. Саме тому ініціатором другого розширення БРСР був НКВС СРСР.
8 вересня 1926 року прийнято постанову про необхідність наполягати у політбюро ЦК ВКП (б), аби Гомельський та Речицький повіти були приєднані до БРСР. Створено комісію на чолі, котра знайшла на Гомельщині значною мірою русифіковане населення. Однак ЦК КП (б) Б зумів переконати ЦК ВКП (б) про необхідність приєднання Гомельщини до БРСР. 4 грудня 1926 року на об'єднаному пленумі Гомельського губернського і міського комітетів КП (б) Б виступив секретар ЦК ВКП (б), який поінформував про постанову політбюро приєднати Гомельський і Речицький повіти до БРСР. Таким чином, відбулося друге збільшення площі БРСР. В результаті другого збільшення площі територія БРСР збільшилася на 15 727 км², а населення — на 649 тис.

## Третє розширення

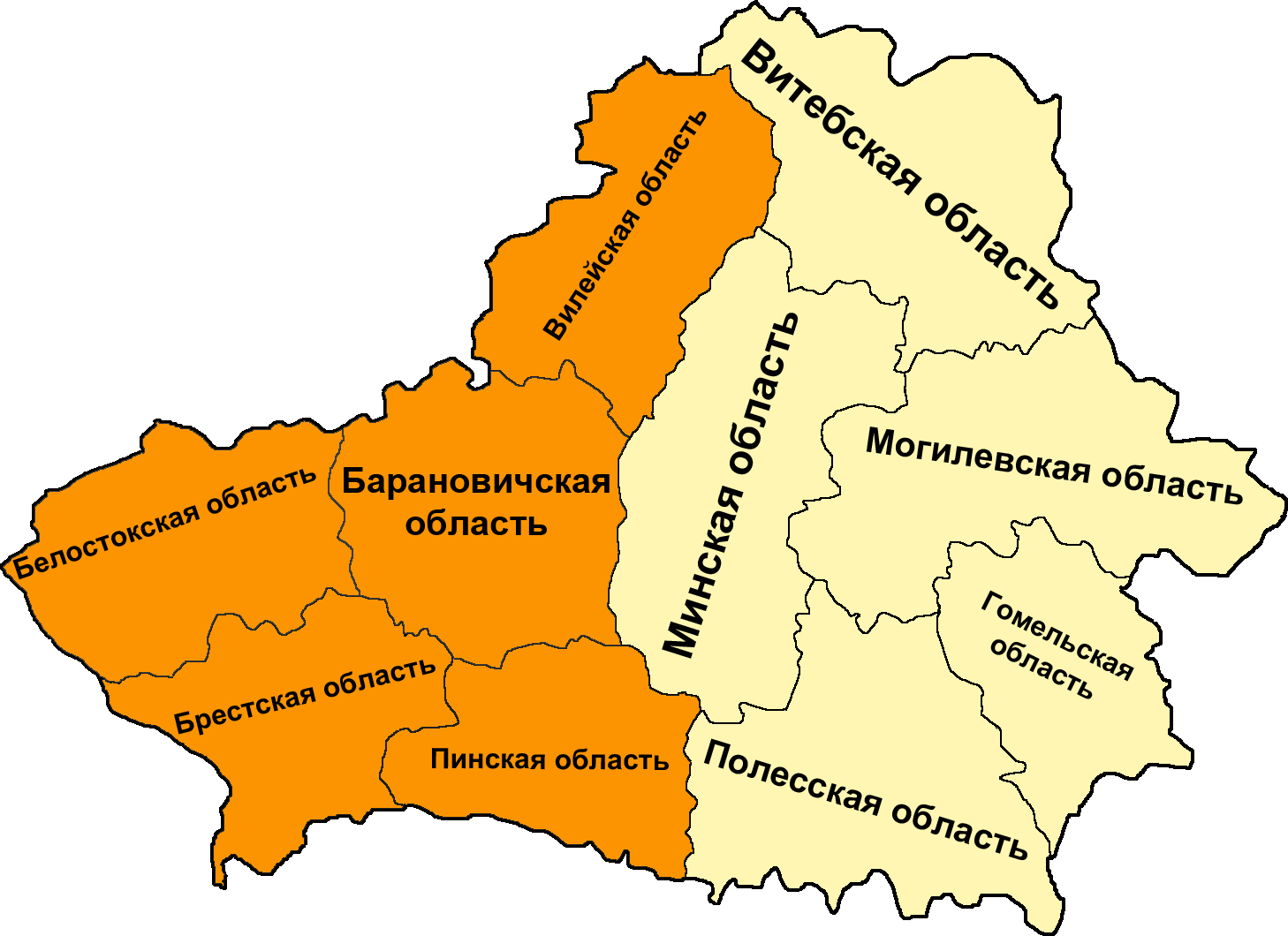
Третє розширення

Під час Другої світової війни, 17 вересня 1939 року СРСР здійснив напад на Польську республіку. Окуповані північно-східні території Польської республіки, були приєднані до СРСР, зокрема, до Білоруської РСР 2 листопада 1939 року на підставі Закону СРСР «Про включення Західної Білорусі до складу Союзу РСР із возз'єднанням її з Білоруською РСР».
12 листопада 1939 третя Позачергова сесія Верховної Ради БРСР ухвалила: «Прийняти Західну Білорусь до складу Білоруської Радянської Соціалістичної Республіки і возз'єднати тим самим білоруський народ в єдиній Білоруській державі».